# Ispočetka
Ispočetka är ett studioalbum av den bosniska sångaren Dino Merlin. Det gavs ut den 9 juni 2008 och innehåller 13 låtar. Med på varsin låt på albumet sjunger även Hari Mata Hari, Vesna Zmijanac, Tony Cetinski och Eldin Huseinbegović.

## Låtlista
| Nr  | Titel              | Längd |
| --- | ------------------ | ----- |
| 1.  | Ispocetka          | 5:22  |
| 2.  | Dabogda            | 3:55  |
| 3.  | Deset Mladja       | 5:42  |
| 4.  | Individualizam     | 4:15  |
| 5.  | Nedostajes         | 4:27  |
| 6.  | Da Sutis           | 3:34  |
| 7.  | Klupko             | 4:25  |
| 8.  | Ptica Bijela       | 4:20  |
| 9.  | Hadzija            | 4:06  |
| 10. | Drama              | 5:18  |
| 11. | Da Sutis           | 4:02  |
| 12. | Otkrit Cu Ti Tajnu | 5:03  |
| 13. | Grudobolja         | 5:03  |